# Реальна сталь
«Реальна сталь» (англ. Real Steel) — американський науково-фантастичний фільм режисера Шона Леві, головну роль виконує Г'ю Джекмен. Продюсером виступив Стівен Спілберг. Основу фільму складає новела американського письменника Річарда Метісона «Сталь».

## Опис
Колись головний претендент на титул найсильнішого у світі, а сьогодні «по вуха» в боргах просто колишній боксер Чарлі (актор Г'ю Джекмен), намагається реалізувати себе в ролі промоутера. Інтрига полягає в тому, що в недалекому майбутньому, де відбуваються події фільму, бокс заборонений взагалі, тому до лав підопічних Чарлі входять не люди, а 1000-кілограмові гуманоїдні роботи. Після довгих безуспішних спроб «зробити гроші», коли навіть друзі відвернулися, і здається, що всі зусилля Чарлі «піднятися» були марними, він нарешті знаходить, на його думку, кандидата в чемпіони… на звалищі.

## У ролях
- Г'ю Джекмен — Чарлі Кентон
- Дакота Гойо — Макс Кентон
- Еванджелін Ліллі — Бейлі Таллет
- Ентоні Макі — Фінн
- Ольга Фонда — Фарра Лємкова
- Карл Юн — Так Машідо
- Кевін Дюранд — Рікі
- Хоуп Девіс — Дебра
- Джеймс Ребхорн — Марвін
- Філ Ламарр — боксекрський коментатор
- Одрі Бітоні — Лаура Дейлі

## Кінокритика
На сайті Rotten Tomatoes рейтинг кінофільму становить 57 % (74 схвальних та 55 негативних відгуків).